# Lucien Maury
François Marie Émile Lucien Maury, född 26 november 1872 i Paris tionde arrondissement, död 19 mars 1953 i Paris sjätte arrondissement, var en fransk författare och översättare. I Sverige är han främst känd som introduktör av skandinavisk litteratur i Frankrike. 

## Biografi
Efter studier vid Paris universitet och universitetet i Clermont-Ferrand kom Maury till Sverige år 1900, för en lektorstjänst i franska vid Uppsala universitet. Från 1906 medverkade han som litteraturkritiker i Revue bleue, och han författade även artiklar åt Revue historique, Revue universelle och Encyclopédie Larousse. Maury utnämndes 1932 till officer av Hederslegionen. År 1951 mottog han De Nios stora pris. 

### Översättningar
- Henrik Schück, Histoire de la littérature suédoise (Paris: E. Leroux, 1923)
- Torvald T:son Höjer, Bernadotte: maréchal de France (Paris: Plon, 1940)
- Ragnar Svanström och Carl-Fredrik Palmstierna, Histoire de Suède (Paris: Delamain et Boutelleau, 1944)
- Anton Blanck, La Suède et la littérature française des origines à nos jours (Paris: Delamain et Boutelleau, 1947)

## Priser och utmärkelser
- 1929 – Prix Bordin, Académie française
- 1932 – Officer av Hederslegionen
- 1951 – De Nios stora pris (tillsammans med Gunnar Ekelöf)